# Leucopis nudiceps
Leucopis nudiceps är en tvåvingeart som först beskrevs av Zetterstedt 1838.  Leucopis nudiceps ingår i släktet Leucopis och familjen markflugor.
Artens utbredningsområde är Sverige. Arten är reproducerande i Sverige. Inga underarter finns listade i Catalogue of Life.